# ألفارو غوميز بيسيرا
ألفارو غوميز بيسيرا (بالإسبانية: Álvaro Gómez Becerra) هو محامي وسياسي إسباني، ولد في 26 ديسمبر 1771 في قصرش في إسبانيا، وتوفي في 23 يناير 1855 في مدريد في إسبانيا. حزبياً، نشط في حزب التقدم. وقد انتخب وزير وانتخب عضو مجلس الشيوخ الإسباني ‏.